# 자동사
자동사(自動詞, 영어: intransitive verb)는 목적어를 갖지 않는 동사이다. 하나 이상의 목적어를 갖는 타동사와 대비된다. 동사가 자동사이냐 타동사이냐 하는 성질을 타동성(他動性, 영어: transitivity)이라 한다.

## 예시
다음 한국어 문장에 나타나는 동사들은 자동사이다.
- 물이 흐른다.
- 내가 웃었다.
- 고양이가 쏜살같이 달린다.
- 물은 섭씨 백 도에서 끓는다.

반면 다음 문장에 나타나는 동사들은 타동사이다. 밑줄 친 부분은 동사의 목적어이다.
- 영희가 젓가락을 쥐었다.
- 우리는 어젯밤에 영화를 봤다.
- 영수가 나한테 선물을 주었다.
- 나는 식탁에서 다리를 떤다.

어떤 동사는 자동사로나 타동사로나 쓰일 수 있는데, 이런 동사를 자타양용동사(自他兩用動詞, 영어: ambitransitive verb)라 한다.
- 바람이 분다. / 영희가 입김을 분다.
- 바위가 움직였다. / 내가 바위를 움직였다.
- 시계가 멈췄다. / 철수가 춤을 멈췄다.

어떤 언어에서든 날씨, 비자발적 동작, 상태, 신체 활동, 이동, 과정, 지각, 감각, 감정을 나타내는 동사는 자동사인 경우가 많다.:54–61

## 같이 보기
- 타동성
- 타동사
- 이중타동사
- 결합가
- 정렬 (언어학)